# 柯尔莫哥洛夫微尺度
柯尔莫哥洛夫微尺度是湍流中最小的尺度。在柯尔莫哥洛夫尺度上，粘度占主导地位，湍流动能消散为热量。它们由定义
| 柯尔莫哥洛夫长度尺度 | {\displaystyle \eta =\left({\frac {\nu ^{3}}{\varepsilon }}\right)^{1/4}}     |
| 柯尔莫哥洛夫时间尺度 | {\displaystyle \tau _{\eta }=\left({\frac {\nu }{\varepsilon }}\right)^{1/2}} |
| 柯尔莫哥洛夫速度标度 | {\displaystyle u_{\eta }=\left(\nu \varepsilon \right)^{1/4}}                 |

其中{\displaystyle \varepsilon }是每单位质量的湍流动能的平均耗散率，和{\displaystyle \nu }是流体的运动粘度。 柯尔莫哥洛夫长度尺度的典型值，对于大气运动，其中对于千米级的大涡流，尺度范围大约从 0.1 到 10 毫米；对于较小的流，例如在实验室系统中的流， {\displaystyle \eta }可能要小得多。 
柯尔莫哥洛夫在他1941年发表的理论中称，最小尺度的湍流是普遍的（对于每一个湍流都相似），并且它们只依赖于{\displaystyle \varepsilon }和{\displaystyle \nu } 。 柯尔莫哥洛夫微尺度的定义可以通过这种理论和量纲分析得到。由于运动粘度的维度是长度2 /时间，单位质量的能量耗散率的维度是长度2 /时间3 ，所以唯一具有时间维度的组合是{\displaystyle \tau _{\eta }=(\nu /\varepsilon )^{1/2}}这是柯尔莫罗戈夫时间尺度。同样，柯尔莫哥洛夫长度尺度是唯一的组合{\displaystyle \varepsilon }和{\displaystyle \nu }具有长度尺寸。

或者，可以从均方应变率张量的倒数中获得柯尔莫哥洛夫时间尺度的定义， {\displaystyle \tau _{\eta }=(2\langle E_{ij}E_{ij}\rangle )^{-1/2}}这也给出了{\displaystyle \tau _{\eta }=(\nu /\varepsilon )^{1/2}}使用单位质量的能量耗散率的定义{\displaystyle \varepsilon =2\nu \langle E_{ij}E_{ij}\rangle } .那么柯尔莫哥洛夫长度尺度可以得到雷诺数等于1的尺度， {\displaystyle {\mathit {Re}}=UL/\nu =(\eta /\tau _{\eta })\eta /\nu =1} .
柯尔莫哥洛夫 1941 理论是一种平均场理论，因为它假设相关的动态参数是平均能量耗散率。在流体湍流中，能量耗散率随空间和时间波动，因此可以将微尺度视为也在空间和时间上变化的量。但是，标准做法是使用平均场值，因为它们代表给定流量中最小尺度的典型值。